# MBT-70
O MBT-70 (em alemão: KPz 70 ou KpfPz 70) foi um projeto conjunto americano–alemão para desenvolver um tanque de combate principal durante a década de 1960.
Este blindado foi desenvolvido pelos Estados Unidos e pela Alemanha Ocidental dentro do contexto da Guerra Fria, destinado a rivalizar com a nova geração de tanques desenvolvidos pela União Soviética para o Pacto de Varsóvia. O novo tanque deveria ser equipado com uma série de recursos avançados, como a recém-desenvolvida suspensão hidropneumática "ajoelhada" e abrigar toda a tripulação na grande torre e estava armado com um canhão/lançador XM150 de 152 mm, que poderia usar munição convencional e o míssil Shillelagh para combate de longo alcance.
O programa enfrentou desafios significativos desde o início, incluindo comunicação e coordenação deficientes entre as equipes americanas e da Alemanha Ocidental que trabalhavam no projeto. O exército dos Estados Unidos e a Bundeswehr alemã tinham requisitos diferentes que não estavam alinhados e não foram resolvidos antes que o projeto estivesse muito avançado para ser alterado.
Ao final da década de 1960, o desenvolvimento do MBT-70 estava bem acima do orçamento. A Alemanha Ocidental retirou-se do projeto devido a custos e novas diferenças nos requisitos. Os Estados Unidos continuaram o desenvolvimento do MBT-70 (desmembrado como XM803) até 1971, quando o programa foi finalmente cancelado, com fundos e tecnologia do projeto MBT-70 redirecionados para o desenvolvimento do M1 Abrams. A Alemanha Ocidental desenvolveu de forma independente o Leopard 2 como seu novo tanque de batalha.